# Округ Кастер (Оклахома)
Округ Кастер (енгл. Custer County) је округ у америчкој савезној држави Оклахома.

## Демографија
По попису из 2010. године број становника је 27.469, што је 1.327 (5,1%) становника више него 2000. године.
| Група             | 2000.          | 2010.          |
| Белци             | 20.743 (79,3%) | 20.169 (73,4%) |
| Афроамериканци    | 751 (2,9%)     | 831 (3,0%)     |
| Азијати           | 229 (0,9%)     | 277 (1,0%)     |
| Хиспаноамериканци | 2.361 (9,0%)   | 3.830 (13,9%)  |
| Укупно            | 26.142         | 27.469         |